# Gaia Zucchi
Gaia Zucchi (Roma, 27 marzo 1970) è un'attrice, showgirl e scrittrice italiana.

## Biografia
Nata a Roma nel 1970, ha origini aristocratiche da parte di madre. Ha un fratello e una sorella, Marco e Simona. Il suo bisnonno era il generale Rodolfo Corselli, giornalista e saggista di arti militari; mentre il nonno era il tenente del Regio Esercito Aldo Zucchi, decorato alla memoria medaglia d'oro al valor militare.
Si è diplomata in recitazione al Centro Sperimentale di Cinematografia,allora diretto da Lina Wertmüller, dove si è formata con docenti come Goliarda Sapienza e Attilio Corsini, e ha anche conseguito la laurea in psicologia.
Ha lavorato come fotomodella e, successivamente, è stata interprete di fotoromanzi sulle riviste Cioè e Lanciostory. Sono seguiti molti spot pubblicitari televisivi e temporanee apparizioni come showgirl a Che tempo che fa, Scommettiamo che e altre trasmissioni RAI.
Nel 1995 è stata diretta da Tinto Brass nel film Fermo posta Tinto Brass.
Gaia Zucchi è stata attiva nel mondo dello spettacolo soprattutto nell'ultimo decennio del XX secolo, avendo preso parte a numerosi spettacoli teatrali, quali Voglia matta - Anni 60 di Attilio Corsini, e varie produzioni cinematografiche e televisive.
Nel 2023 ha pubblicato un libro autobiografico divenuto presto un best seller, La vicina di Zeffirelli, in cui è descritta l'amicizia da lei avuta con il regista Franco Zeffirelli, suo mentore artistico.

## Vita privata
È stata sposata col produttore cinematografico Francesco Papa. Dal matrimonio è nato Leonardo, anch'egli produttore. In seguito, Gaia Zucchi ha avuto una relazione col produttore discografico Tullio Mattone. Dalla relazione con l'imprenditore napoletano Massimo Mignano è nata, invece, la figlia Mia.

## Filmografia

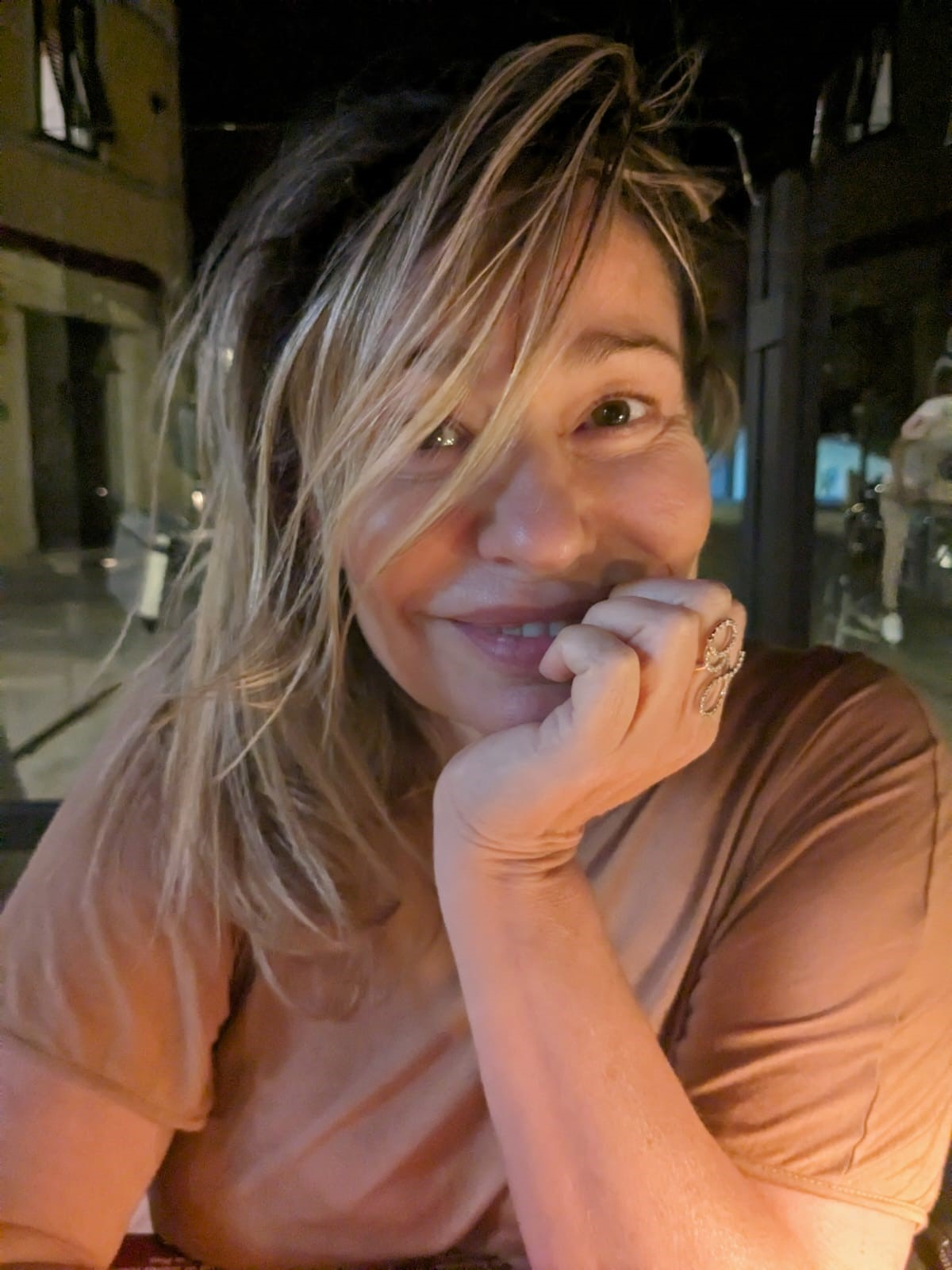
Gaia Zucchi a Pisa nel settembre 2023

### Cinema
- Plagio (1989), regia di Cinzia TH Torrini
- Nessuno mi crede (1992), regia di Anna Carlucci
- Est (1993) (cortometraggio), regia di F. Brizzi
- Caso Wanderbit (1994) (cortometraggio), regia di N. Nimica
- Muccino Muccina (1994) (cortometraggio), regia di G. Petitto
- Peggio di così si muore (1995), regia Marcello Cesena
- Fermo posta Tinto Brass (1995), regia di Tinto Brass
- Il cielo è sempre più blu (1996), regia di Antonello Grimaldi
- Il tocco: la sfida (1997), regia di Enrico Coletti
- I volontari (1998), regia di Domenico Costanzo
- Per sempre (2003), regia di Alessandro Di Robilant
- Carrozzelle felici (2003) (cortometraggio), regia di Walter Garibaldi
- Rabbia in pugno (2012), regia di Stefano Calvagna
- Come un fiore (2023) (cortometraggio), regia di Benedicta Boccoli
- Jerry e Tom (2023), regia di Gianluca Ansanelli

### Televisione
- Papà prende moglie (1993)
- La signora della città (1996), regia di B. Cino
- Tutti gli uomini sono uguali (1998), regia di A. Capone
- Turbo (1999), regia di A. Bonifacio
- La Squadra (2003) (serie televisiva Rai 3), registi vari.
- Carabinieri (2004-2005) (serie televisiva Canale 5), regia di R. Mertes
- Distretto di polizia (2005) (serie televisiva Canale 5), regia di Monica Vullo
- Camera Cafè (2005) (Italia 1), registi vari.
- Prenditi cura di Me  (Reality 2022) (Otto Channel Tv) regia di Andrea Bocchino [10]

## Teatro
- La crisi del teatro (1994), regia di A. Corsini
- Marasade (1996), regia di M. Garroni
- Voglia matta - anni 60 (1995 - 1997), regia di A. Corsini
- Gente soprattutto matta (1997), regia di D. Formica
- Voglia matta - anni 50 (1998), regia di A. Corsini
- Voglia matta di Roma (1999), regia di A. Corsini
- La bottega del caffè (2000), regia di M. Belli
- La giornata d'uno scrutatore (2003), regia di Luca Ronconi

## Opere letterarie
- La vicina di Zeffirelli, De Nigris, 2023, ISBN 9791281105072., best-seller [11]